# بی‌وای‌دی یوآن آپ
بی‌وای‌دی یوآن آپ (به چینی ساده‌شده: 比亚迪元UP) یک خودروی برقی باتری‌دار کراس‌اوور کامپکت کوچک سگمنت بی تولید شده توسط بی‌وای‌دی از سال ۲۰۲۴ است. یوآن آپ به‌عنوان بخشی از سری بی‌وای‌دی یوآن که به نام دودمان یوآن نام‌گذاری شده است، در فوریه ۲۰۲۴ معرفی شد و در مارس ۲۰۲۴ در چین به فروش خواهد رسید.